# حزب الثورة المصرية
حزب الثورة المصرية هو حزب سياسي مصري أُسس عقب ثورة 25 يناير، وقد خاض الحزب الانتخابات البرلمانية المصرية 2011-2012.